# Assurance décès invalidité
Pour les articles homonymes, voir ADI.
Une Assurance décès invalidité (ADI) est une assurance qui inclut les couvertures d'une assurance décès et d'une assurance invalidité.
En France, la souscription d'une assurance décès invalidité est, en pratique, une condition posée par les banques pour la souscription à un emprunt immobilier (ce n'est pas une obligation légale).
Si les banques imposent la couverture des risques décès - invalidité - incapacité, elles peuvent également proposer en option une couverture du risque de perte d'emploi. Plus connue sous le libelle d'assurance chômage, cette dernière dispense, en cas de réalisation de l'aléa de perte d'emploi, le crédit preneur de payer provisoirement les mensualités de son prêt.

## Assurance décès invalidité incapacité (ADI)

### But
L'assurance protège :
- la banque, bénéficiaire du contrat ;
- l'emprunteur et sa famille ; elle préserve les chances de l'emprunteur de conserver son bien acheté en cas de perte brutale de revenus à la suite d'invalidité ou d'incapacité, et elle évite de transmettre la dette à ses héritiers en cas de décès.

C'est la compagnie d'assurance qui va rembourser l'emprunt en cas de décès ou d'invalidité de l'emprunteur.

### Loi
Les garanties des contrats d'assurance ne sont pas règlementées et leur contenu (principalement pour les risques invalidité et incapacité de travail) peut varier fortement d'un établissement à l'autre. Seule la garantie invalidité dénommée PTIA (perte totale et irréversible d'autonomie) possède une définition identique chez tous les assureurs.
Bien qu'en France la loi ne l'oblige pas, les établissements de crédits imposent à leur clientèle de souscrire une assurance pour couvrir leur emprunt. Cette assurance couvre l'établissement de prêt contre le décès de l'emprunteur, la perte totale et irréversible d'autonomie, mais aussi contre l'invalidité temporaire ou le chômage, selon les options choisies.
Plusieurs lois ou projets de lois encadrent l'assurance crédit immobilier.

#### Loi MURCEF (2001)
La loi MURCEF (Mesures Urgentes Réformes Caractère Économique Financier) a été votée en juillet 2001. Elle porte sur toute une série de mesures pour clarifier les tarifications de services par les banques
à leurs clients. Elle interdit notamment la vente liée de crédit et d'assurance crédit.

#### Loi Lagarde (2010)
La loi Lagarde - du nom de la ministre de l'économie et des finances de l'époque - de septembre 2010 complète la loi Murcef. Elle intervient principalement
sur le domaine du crédit en mettant en place un système de fiche standardisée que la banque doit remettre à son client qui fait une demande de crédit. Cette fiche doit récapituler les données de l'emprunt mais
également les besoins en assurance du client. Avec cette fiche standard, l'emprunteur pourra alors plus facilement chercher, et choisir s'il le désire, de prendre une assurance chez un autre organisme que la banque. Cette dernière ne pourra refuser cette délégation d'assurance si le contrat d'assurance tiers est au minimum équivalent en garanties aux besoins spécifiés sur la fiche standardisée,. La banque ne peut non plus proposer un taux de crédit plus attractif à la condition que l'emprunteur
choisisse l'assurance qu'elle lui propose.

#### Projet de Loi Lefebvre (2011)
En octobre 2011, le projet de loi de Frédéric Lefebvre sur la protection des consommateurs est examiné par le parlement. Cependant son adoption n'a pas encore été prononcée pour cause d'agenda politique surchargé. Ce projet de loi intervient sur plusieurs domaines pour la protection des consommateurs, notamment l'assurance crédit immobilier. Sur ce point, elle interdirait la facturation par les banques à leurs clients de frais de délégation d'assurance,.

#### Loi Hamon (2014)
Voulue par Benoit Hamon alors ministre délégué à l'Économie sociale et solidaire et de la Consommation, cette loi apporte entre autres plus de liberté aux consommateurs dans le cadre de la résiliation d'assurance. À partir du 26 juillet 2014, les emprunteurs pourront changer pendant les 12 premiers mois à tout moment et sans frais leur contrat d'assurance emprunteur,. Cette réforme vient ouvrir un marché encore monopolisé par les banques qui imposent de fortes marges de distribution. Le changement d'assurance permet d'économiser en moyenne 10 000 € et de bénéficier de contrats mieux couverts. Cette loi permet à des sociétés de venir briser ce monopole et de proposer aux consommateurs des assurances plus compétitives aux garanties équivalentes.
Le changement d'assurance emprunteur est néanmoins restreint à certaines conditions : pour souscrire à une nouvelle assurance emprunteur, l'assuré à la première assurance emprunteur doit en informer sa banque émettrice de crédit au moins 15 jours avant la fin de la date échéance (12 mois). La banque sera alors tenue de répondre et de justifier son choix à son assuré. Afin que la réponse soit positive, les garanties proposées par la nouvelle assurance emprunteur doivent être égales ou supérieures à celles proposées dans le premier contrat. Si toutes les garanties de l'assurance emprunteur répondent à ces conditions, la banque ne peut refuser le changement. Si elle ignore le recommandé envoyé par l'emprunteur, elle s'expose à une amende pouvant aller jusqu'à 3 000 €.

### Coût et type de calcul
Le coût de l'assurance représente en outre une part importante de la mensualité totale d'un remboursement de prêt immobilier (actuellement parfois jusqu'à 10 % de celle-ci).
Deux systèmes de calcul des cotisations existent :
- Soit sur le capital initial (contrats d'assurance collectifs) : un taux de prime contractuel unique appliqué sur le capital d'entrée garanti produit une cotisation annuelle constante sur toute la durée du crédit ;

- Soit sur le capital restant dû (CRD) (contrats d'assurance individuels) : le taux de prime est relatif à l'âge du souscripteur. Il augmente d'année en année en fonction de l'âge de l'assuré, mais s'applique sur le capital restant dû et non sur le capital d'entrée. Autrement dit, le taux de l'assurance augmente chaque année, mais s'applique sur un capital décroissant. L'ensemble produit une cotisation annuelle qui augmente les premières années pour tendre vers zéro les dernières années.

En pratique : Il est difficile de dire, a priori, qu'un système est plus avantageux qu'un autre. Trop de paramètres entrent en ligne de compte. Le seul critère objectif est le coût global d'assurance sur la durée d'amortissement. Lui seul permet de comparer valablement les coûts des deux systèmes tarifaires.
Avantages et inconvénients :
- En tarification collective (taux sur capital initial), la cotisation d'assurance est lissée ;

- En tarification individuelle (taux sur CRD) l'essentiel de l'assurance est payé dans les premières années d'amortissement (approximativement les dix premières années sur un prêt de 15 ans, les quinze premières sur un prêt de 20 ans).

Il en résulte deux conséquences :
- effort financier plus lourd à consentir les premières années en individuelle ;

- si remboursement anticipé du prêt, cet effort financier se sera avéré inutile.

### Organismes
La banque propose généralement dans son prêt immobilier un contrat d'assurance souscrit auprès d'un assureur (type CNP). Le fait de prendre le contrat d'assurance chez la banque prêteuse n'est pas une obligation légale.
Aucune loi n'autorise un organisme de crédit à imposer un assureur pour garantir le prêt qu'il accorde. Cependant, le législateur, via le code de la consommation (article L.312-9), impose au prêteur de respecter les dispositions suivantes :
communiquer à l'emprunteur une notice énumérant les risques, toute modification apportée ultérieurement à la définition des risques n'est opposable qu'en cas d'acceptation formelle de sa part.
Cette possibilité de souscrire auprès d'un autre établissement peut s'avérer intéressante si vous avez moins de 40 ans car les primes des contrats groupes des banques ne distinguent pas la cotisation en fonction de l'âge de souscription et donc moyennisent les coûts.
A contrario, un emprunteur de 50 ans se verra sans doute mieux logé dans le contrat proposé par la banque.
Mais l'assurance emprunteur est devenu un marché très convoité. La concurrence fait rage et les différents acteurs redoublent d'agressivité commerciale. Il est donc conseillé de les consulter sans idée préconçue.

### Résiliation / Renégociation
En France, le contrat d'assurance peut être renégocié, et peut être modifié au cours du prêt. Votre nouveau contrat sera accepté par la banque, à la condition que les garanties de ce nouveau contrat soient au moins équivalentes à celles proposées par votre contrat actuel.
Cette résiliation et changement d'assurance emprunteur sera d'autant plus aisé avec la nouvelle loi Hamon qui permettra à tous les emprunteurs ayant souscrit une assurance après le 26 juillet 2014, de résilier et changer cette dernière gratuitement et à tout moment pendant les 12 mois qui suivent la date de souscription. Pour tous les emprunteurs ayant souscrit avant cette date, c'est l'ancienne législation qui s'applique ; la résiliation est possible chaque année à la date anniversaire de votre contrat.
Si par contre la cotisation d'assurance est prélevée séparément par l'assureur et si aucune sanction n'est prévue, vous pouvez résilier librement, conformément à l'article L 113-12 du code des Assurances qui pose le principe d'une faculté de résiliation annuelle : "L'assuré a le droit de résilier le contrat à l'expiration d'un délai d'un an, en envoyant une lettre recommandée à l'assureur au moins deux mois avant la date d'échéance (...). Le droit de résilier le contrat tous les ans doit être rappelé dans chaque police (...). Cette disposition est applicable aux contrats en cours à compter du 1er mai 1990."
L'article L 113-15 du code des Assurances ajoute que la résiliation peut se faire :
"soit par une déclaration faite contre récépissé au siège social ou chez le représentant de l'assureur dans la localité, soit par acte extrajudiciaire, soit par lettre recommandée, soit par tout autre moyen indiqué dans la police".
La durée du contrat doit être mentionnée en caractères très apparents dans la police sous peine d'inopposabilité de cette clause à l'assuré (article L 113-15 du code des Assurances).

### Assurance obsèques
Cette assurance permet de financer vous-même vos obsèques. Le bénéficiaire recevra une somme qui servira de capital pour financer les funérailles. Il est possible de déléguer l'organisation des funérailles si vous ajoutez une assistance organisationnelle à votre assurance obsèques, ainsi l'organisation des funérailles sera gérée par votre assureur.

### Assuré
C'est l'emprunteur, le co-emprunteur ou la caution d'un prêt immobilier, ou associé d'une SCI. Dans les contrats d'assurance "individuels", la couverture des risques dépend de votre âge et de votre situation professionnelle. Le tarif prend généralement en compte le fait d'être non fumeur.

#### Âge d'admission, Âge limite de couverture, Retraite
L'âge limite d'admission pour pouvoir bénéficier de l'ensemble des garanties varie selon les contrats (souvent fixée à 65 ans, où seule la garantie décès est admise). L'âge limite de couverture, c’est-à-dire l'âge auquel cesse la garantie, est en général le même que l'âge limite d'admission, il est parfois augmenté de 5 ans. Si vous êtes retraité ou préretraité, sans activité complémentaire rémunérée à la date d'adhésion, seule la garantie décès est proposée. L'arrivée à l'âge de la retraite pour des personnes déjà assurées entraîne la cessation des garanties et prestations incapacité et invalidité.
À noter que certains contrats individuels permettent de s'assurer (en décès seul) jusqu'à un âge très avancé (85 ou 90 ans), ce que ne permettent pas les contrats collectifs. Donc, en cas d'investissement tardif, il existe une solution assurance.

#### Contenu du contrat
Les couvertures d'assurance sont ouvertes à l'assuré en fonction de son statut social. Les garanties spécifiques "invalidité professionnelle" et "incapacité temporaire de travail" (ITT) sont réservées aux seules personnes ayant un revenu tiré d'une activité professionnelle rémunérée.

## Quotité
Dans le cas où il n'y a qu'un seul emprunteur, la situation est simple, l'assurance couvre cet emprunteur unique. Dans le cas où il y a deux emprunteurs, l'assurance peut couvrir séparément chacun des emprunteurs. On appelle la quotité d'assurance la répartition de la couverture entre les emprunteurs. Les banques demandent généralement que cette répartition prenne en compte les revenus de chacun d'entre eux, et leur contribution au remboursement du prêt. Il est donc conseillé d'envisager un total de quotité supérieur à 100 % pour compenser toute perte de revenu en cas de décès de l'un des co-emprunteurs. Le calcul de la quotité d'assurance doit être correctement estimé.

## Risques assurés
Les risques suivants peuvent être garantis :
- le décès : l'assureur prendra en charge le crédit et remboursera directement à la banque le solde du capital restant du en principal, dans la limite de la quotité assurée.
- l'invalidité absolue et définitive (ou permanente et absolue), qui est une invalidité physique ou intellectuelle qui vous rend définitivement incapable d'exercer une activité rémunérée et vous oblige à avoir l'assistance permanente d'une tierce personne pour les actes de la vie courante,
- l'incapacité temporaire totale de travail, qui est l'arrêt de travail constaté médicalement,
- l'invalidité permanente totale ou partielle, c’est-à-dire une invalidité permanente de taux égal ou supérieur à 33 % telle qu'elle est déterminée par une expertise médicale.

Les deux premières garanties permettent le remboursement intégral du capital restant dû sur votre prêt. Les deux autres, dont les conditions varient sensiblement d'un contrat à l'autre, prennent en charge la totalité ou une partie de vos mensualités pendant la période d'incapacité ou d'invalidité.